# فدرنالد (آیووا)
فدرنالد (به انگلیسی: Fernald) یک منطقهٔ مسکونی در ایالات متحده آمریکا است که در آیووا واقع شده‌است. فدرنالد ۳۱۷٫۰ متر بالاتر از سطح دریا قرار دارد.